# Antigo Paço Municipal de Marapanim
O Paço Municipal de Marapanim, ou Paço Monsenhor Edmundo Armando Saint'Clair Igreja, é uma edificação histórica construído em 1893 na cidade brasileira de Marapanim (estado do Pará), foi tombado em 1994 em nível estadual pelo DPHAC/Secult.

## Histórico
Depois que o então governador do estado do Pará, Gentil Bittencourt, negou um empréstimo de 25. 000$000 contos de réis, consta que o coronel Diniz Botelho, líder político local, durante seu mandato como intendente municipal, renunciou a um ano de seus rendimentos (no valor de 800$000) para investir o valor nas obras de construção do Paço Municipal (sede do governo), que foram iniciadas em 1890, à Rua da Victória (hoje Rua Diniz Botelho), ao lado da Igreja Matriz de Nossa Senhora das Vitórias. Além dele, o comerciante Domingos Antonio Pinto custeou as primeiras despesas da obra e o “povo fez doação de tijolos, telhas, cal de sarnambi e casca de ostra.”
"entre os convidados para a cerimônia de inauguração, em 03 de setembro de 1893, estava o governador Lauro Sodré, e comitiva, inclusive repórteres do 'A República'". A edificação foi projetada para a sede do Governo Municipal e servia também para as sessões do júri. Ao longo de sua história, também abrigou os Poderes Executivo, Legislativo e Judiciário locais, biblioteca, museu e outros espaços sociais do município. O edifício ficou abandonado por muito tempo, mas em 2020 se encontrava em obras de restauração para sua adaptação como Centro Cultural de Marapanim.

## Arquitetura
O prédio do Antigo Paço Municipal de Marapanim foi construído em estilo eclético, com linhas Neoclássicas. É uma edificação edificação térrea com traços característicos da arquitetura da Primeira República. Apresenta símbolos de diversos ideários: "três barretes frígios [progresso no ideário romano], intercalados por duas estrelas [liberdade no ideário romano], presentes nas janelas frontais, e os leões existentes nas oito janelas da lateral direita do prédio [símbolos de força, de revolução e do Estado]. Encimando o frontispício, [...] o imponente e maternal busto de Marianne" [também conhecida como Palas Atena, República-Mulher ou Efígie da República]; que domina inclusive o único elemento da identidade nacional brasileira que se encontra na edificação: o brasão das armas nacionais. Acima dos leões, "um número significativos de Audi, ícone da união, divididos em sete retângulos. Ao que se pode inferir, que os mesmos Audi‟s pretendem representar a união entre os três símbolos aludidos a norte".
Já internamente, no alto de todas as paredes haviam sido gravadas as datas mais célebres da historia municipal e nacional. " datas como 12 de outubro de 1862, de fundação de Marapanim; 4 de março de 1874, elevação à categoria de Vila; e, sem dúvida, 15, 16, e 19 de novembro de 1889, que assinalam a instauração da República brasileira, sua adesão à causa republicana pela Câmara de Belém e pela Câmara de Marapanim, respectivamente". Também havia um busto do padre católico José Maria do Valle, que ocupava lugar de destaque.
O projeto e a execução da edificação são de Martinho Gomes Belfort, membro da comissão diretora do Club Republicano do Pará.

### Levantamento cadastral
"O imóvel térreo [de 246,38 metros quadrados de área construída] é composto exteriormente por 24 vãos onde suas portas e janelas de madeira não mais existem. Suas elevações voltadas para a rua carregam [...] a mesma altura (3,67 m), largura (1,25 m) e arco (de volta inteira) para os vãos de portas e janelas, frontão triangular decorado com o símbolo da República, presença do elemento denominado óculo em sua base, balcões corridos entalados nas aberturas, possui como ornamentos pinhas cerâmicas e chaves de arco e almofadas." As paredes mais antigas possuem 30cm de espessura; e as modificadas, 15cm.
Ao longo de sua história, os ambientes internos da edificação receberam "três níveis diferentes camadas tinta, além de uma possível camada de pintura decorativa com motivos florais."

## Tombamento
O Antigo Paço Municipal de Marapanim foi tombado em nível estadual pelo Departamento de Patrimônio Histórico Artístico e Cultural do Estado do Pará (DPHAC), em 1994.